# Monocentris neozelanicus
Monocentris neozelanicus är en fiskart som först beskrevs av Powell, 1938.  Monocentris neozelanicus ingår i släktet Monocentris och familjen Monocentridae. Inga underarter finns listade i Catalogue of Life.